# Johann Conrad Amman
Johann Conrad Amman (Schaffhausen, 1669-Warmond, c. 1730) fue un médico suizo.

## Biografía
Se graduó en la Universidad de Basilea y en 1687 comenzó a ejercer en Ámsterdam, donde se labró una gran reputación. Fue uno de los primeros en escribir obras para instruir a sordos y mudos. Expuso su método por primera vez en su Surdus loquens, publicado en 1692 y después reimpreso en varias ocasiones; John Wallis lo reprodujo en sus Transacciones filosóficas (1698). El proceso elaborado por Amman consistía en dirigir la atención de sus alumnos a sus labios y su laringe mientras hablaba para después incitarlos a imitar esos movimientos; de esta manera, conseguía que repitiesen, con claridad, letras, sílabas y palabras.
Falleció alrededor de 1730.

## Atribución
- Este artículo incorpora texto de una publicación sin restricciones conocidas de derecho de autor:  Varios autores (1910-1911). «Encyclopædia Britannica».  En Chisholm, Hugh, ed. Encyclopædia Britannica. A Dictionary of Arts, Sciences, Literature, and General information (en inglés) (11.ª edición). Encyclopædia Britannica, Inc.; actualmente en dominio público.

- Datos: Q116297
- Multimedia: Johann Konrad Ammann / Q116297